# リーガリー・ブラインド
『リーガリー・ブラインド』（英語: Legally Blind）は、フィリピンのテレビドラマ。GMAネットワークで2017年2月20日から6月30日まで放送された。

## 登場人物

### 主要キャスト
グレース・エヴァンヘリスタ・ビシャレアル
演：ジャニーン・グティエレス
エドワード・ビシャレアル
演：ミカエル・ダエズ
チャーリー・エヴァンヘリスタ
演：ローレン・ヤング
ウィリアム・ビシャレアル
演：マーク・アバヤ
ジョエル・アポストル
演：ロドジュン・クルス

### 脇役
マリッサ・レイエス・エヴァンヘリスタ
演：チャンダ・ロメロ
ニーナ・エヴァンヘリスタ
演：テレーズ・マルバー
ジョン・カスティーヨ
演：ルチョ・アヤラ
ダイアナ・ペレス
演：アシュレイ・リベラ
エリザベス・ゲバラ・アントン・ビシャレアル
演：カミーユ・トレス